# Malesco
Malesco est une commune de la province du Verbano-Cusio-Ossola dans le Piémont en Italie.

## Administration
| Période                                  | Période  | Identité         | Étiquette | Qualité |
| ---------------------------------------- | -------- | ---------------- | --------- | ------- |
| 14 juin 2004                             | En cours | Federico Cavalli |           |         |
| Les données manquantes sont à compléter. |          |                  |           |         |

### Hameaux
Finero, Zornasco

### Communes limitrophes
Cossogno, Craveggia, Cursolo-Orasso, Re, Santa Maria Maggiore, Trontano, Villette